# Popsujewka
Popsujewka, Popsujówka (biał. Папсуеўка, Papsujeuka; ros. Попсуевка, Popsujewka) – dawna wieś na Białorusi, w obwodzie homelskim, w rejonie wieteckim, około 14 km na wschód od Wietki.
W wyniku katastrofy w elektrowni jądrowej w Czarnobylu i skażenia promieniotwórczego mieszkańcy wsi zostali przesiedleni.
Wieś została oficjalnie zlikwidowana w 2011 roku.